# Krionérion (ort i Grekland)
Krionérion (Kryoneri) är en ort i Grekland.   Den ligger i prefekturen Nomós Korinthías och regionen Peloponnesos, i den södra delen av landet, 90 km väster om huvudstaden Aten. Krionérion ligger 740 meter över havet och antalet invånare är 868.
Terrängen runt Krionérion är huvudsakligen kuperad, men åt nordväst är den bergig. Runt Krionérion är det ganska tätbefolkat, med 96 invånare per kvadratkilometer. Närmaste större samhälle är Kiáto, 11,3 km nordost om Krionérion. 